# Lista över herrmedaljörer i slalomvärldsmästerskapen i kanadensare
Detta är en lista över samtliga medaljörer i kanadensare på herrsidan i slalomvärldsmästerskapen i kanotsport.

## C-1
| Spel                   | Guld                       | Silver                     | Brons                    |
| Genève 1949            | Pierre d'Alençon (FRA)     | Paul Huguet (FRA)          | Jan Brzák-Felix (TCH)    |
| Steyr 1951             | Charles Dussuet (SUI)      | Jaroslav Váňa (TCH)        | Jacques Marsigny (FRA)   |
| Meran 1953             | Charles Dussuet (SUI)      | Václav Nič (TCH)           | Vladimír Jirásek (TCH)   |
| Tacen 1955             | Vladimír Jirásek (TCH)     | Luděk Beneš (TCH)          | Karl-Heinz Wozniak (GDR) |
| Augsburg 1957          | Manfred Schubert (GDR)     | Emil Zimmermann (GDR)      | Jean-Claude Tochon (SUI) |
| Genève 1959            | Vladimír Jirásek (TCH)     | Manfred Schubert (GDR)     | Karl-Heinz Wozniak (GDR) |
| Hainsberg 1961         | Manfred Schubert (GDR)     | Bohuslav Pospíchal (TCH)   | Ingo Kirsch (GDR)        |
| Spittal 1963           | Manfred Schubert (GDR)     | Gert Kleinert (GDR)        | Jean-Claude Tochon (SUI) |
| Spittal 1965           | Gert Kleinert (GDR)        | Luděk Beneš (TCH)          | Manfred Schubert (GDR)   |
| Lipno 1967             | Wolfgang Peters (FRG)      | Harald Cuypers (FRG)       | Karel Kumpfmüller (TCH)  |
| Bourg St.-Maurice 1969 | Wolfgang Peters (FRG)      | Reinhold Kauder (FRG)      | Zbyněk Puleč (TCH)       |
| Meran 1971             | Reinhold Kauder (FRG)      | Wulf Reinicke (GDR)        | Petr Sodomka (TCH)       |
| Muotathal 1973         | Reinhard Eiben (GDR)       | Karel Třešňák (TCH)        | Udo Müller (GDR)         |
| Skopje 1975            | Petr Sodomka (TCH)         | Jaroslav Radil (TCH)       | Harald Heinrich (GDR)    |
| Spittal 1977           | Petr Sodomka (TCH)         | Peter Massalski (GDR)      | Karel Třešňák (TCH)      |
| Jonquière 1979         | Jon Lugbill (USA)          | David Hearn (USA)          | Bob Robison (USA)        |
| Bala 1981              | Jon Lugbill (USA)          | David Hearn (USA)          | Jean Sennelier (FRA)     |
| Meran 1983             | Jon Lugbill (USA)          | David Hearn (USA)          | Jože Vidmar (YUG)        |
| Augsburg 1985          | David Hearn (USA)          | Jon Lugbill (USA)          | Martyn Hedges (GBR)      |
| Bourg St.-Maurice 1987 | Jon Lugbill (USA)          | David Hearn (USA)          | Bruce Lessels (USA)      |
| Savage River 1989      | Jon Lugbill (USA)          | David Hearn (USA)          | Thierry Humeau (FRA)     |
| Tacen 1991             | Martin Lang (GER)          | Adam Clawson (USA)         | Jacky Avril (FRA)        |
| Mezzana 1993           | Martin Lang (GER)          | Hervé Delamarre (FRA)      | Sören Kaufmann (GER)     |
| Nottingham 1995        | David Hearn (USA)          | Sören Kaufmann (GER)       | Michal Martikán (SVK)    |
| Três Coroas 1997       | Michal Martikán (SVK)      | Lukáš Pollert (CZE)        | Gareth Marriott (GBR)    |
| La Seu d'Urgell 1999   | Emmanuel Brugvin (FRA)     | Robin Bell (AUS)           | Michal Martikán (SVK)    |
| Bourg St.-Maurice 2002 | Michal Martikán (SVK)      | Jan Benzien (GER)          | Patrice Estanguet (FRA)  |
| Augsburg 2003          | Michal Martikán (SVK)      | Tony Estanguet (FRA)       | Stefan Pfannmöller (GER) |
| Penrith 2005           | Robin Bell (AUS)           | Tony Estanguet (FRA)       | Michal Martikán (SVK)    |
| Prag 2006              | Tony Estanguet (FRA)       | Michal Martikán (SVK)      | Stanislav Ježek (CZE)    |
| Foz do Iguaçu 2007     | Michal Martikán (SVK)      | Tony Estanguet (FRA)       | Robin Bell (AUS)         |
| La Seu d'Urgell 2009   | Tony Estanguet (FRA)       | Michal Martikán (SVK)      | Jan Benzien (GER)        |
| Tacen 2010             | Tony Estanguet (FRA)       | Michal Martikán (SVK)      | Jordi Domenjó (ESP)      |
| Bratislava 2011        | Denis Gargaud Chanut (FRA) | Nico Bettge (GER)          | Matej Beňuš (SVK)        |
| Prag 2013              | David Florence (GBR)       | Alexander Slafkovský (SVK) | Benjamin Savšek (SVN)    |
| Deep Creek Lake 2014   | Fabien Lefèvre (USA)       | Benjamin Savšek (SLO)      | Franz Anton (GER)        |
| London 2015            | David Florence (GBR)       | Benjamin Savšek (SLO)      | Ryan Westley (GBR)       |
| Pau 2017               | Benjamin Savšek (SVK)      | Alexander Slafkovský (SVK) | Michal Martikán (SVK)    |

## C-1 lag
| Spel                   | Guld                                                              | Silver                                                           | Brons                                                          |
| Genève 1949            | Pierre d'Alençon Paul Huguet Marcel Renaud Frankrike              | Jan Brzák-Felix Jiří Purchart Bohuslav Karlík Tjeckoslovakien    | –                                                              |
| Steyr 1951             | Václav Nič Jaroslav Váňa Jan Pecka Tjeckoslovakien                | Jacques Marsigny Roger Paris Pierre Biehler Frankrike            | –                                                              |
| Meran 1953             | Vladimír Jirásek Jan Šulc Stanislav Jánský Tjeckoslovakien        | Jean-Paul Rössinger Roland Bardet Charles Dussuet Schweiz        | Jacques Marsigny Jacques Velard Pierre Biehler Frankrike       |
| Tacen 1955             | Vladimír Jirásek Jiří Hradil Luděk Beneš Tjeckoslovakien          | Karl-Heinz Wozniak Dieter Fritzsche Manfred Schubert Östtyskland | Roland Bardet Jean-Claude Tochon Robert Inhelder Schweiz       |
| Augsburg 1957          | Günther Beck Heiner Stumpf Otto Stumpf Västtyskland               | Emil Zimmermann Gert Kleinert Manfred Schubert Östtyskland       | Luděk Beneš Jiří Hradil Vladimír Jirásek Tjeckoslovakien       |
| Genève 1959            | Luděk Beneš Václav Janovský Vladimír Jirásek Tjeckoslovakien      | Karl-Heinz Wozniak Gert Kleinert Manfred Schubert Östtyskland    | Roland Bardet Jean-Claude Tochon Marcel Roth Schweiz           |
| Hainsberg 1961         | Tibor Sýkora Jaroslav Pollert Bohuslav Pospíchal Tjeckoslovakien  | Karl-Heinz Wozniak Gert Kleinert Manfred Schubert Östtyskland    | Michel Weber Jean-Claude Tochon Heinz Grobat Schweiz           |
| Spittal 1963           | Karl-Heinz Wozniak Gert Kleinert Manfred Schubert Östtyskland     | Norbert Schmidt Heiner Stumpf Otto Stumpf Västtyskland           | Jean-Claude Tochon Heinz Grobat Marcel Roth Schweiz            |
| Spittal 1965           | Jiří Vočka Luděk Beneš Bohuslav Pospíchal Tjeckoslovakien         | Christian Kaufmann Heiner Stumpf Otto Stumpf Västtyskland        | Jochen Förster Gert Kleinert Manfred Schubert Östtyskland      |
| Lipno 1967             | Karel Kumpfmüller Bohuslav Pospíchal Petr Sodomka Tjeckoslovakien | Jürgen Köhler Jochen Förster Manfred Schubert Östtyskland        | Harald Cuypers Wolfgang Peters Otto Stumpf Västtyskland        |
| Bourg St.-Maurice 1969 | Wolfgang Peters Harald Cuypers Reinhold Kauder Västtyskland       | František Kadaňka Zbyněk Puleč Petr Sodomka Tjeckoslovakien      | Claude Baux Michel Trenchant François Bonnet Frankrike         |
| Meran 1971             | Jürgen Köhler Wulf Reinicke Jochen Förster Östtyskland            | Wolfgang Peters Harald Cuypers Reinhold Kauder Västtyskland      | Zbyněk Puleč Karel Třešňák Petr Sodomka Tjeckoslovakien        |
| Muotathal 1973         | Jaroslav Radil Karel Třešňák Petr Sodomka Tjeckoslovakien         | Reinhard Eiben Peter Massalski Udo Müller Östtyskland            | Wolfgang Peters Josef Schumacher Walter Horn Västtyskland      |
| Skopje 1975            | Petr Sodomka Jaroslav Radil Karel Třešňák Tjeckoslovakien         | Reinhard Eiben Peter Massalski Harald Heinrich Östtyskland       | Walter Horn Dietmar Moos Dieter Remmlinger Västtyskland        |
| Spittal 1977           | Reinhard Eiben Peter Massalski Lutz Körner Östtyskland            | Dietmar Moos Ernst Libuda Walter Horn Västtyskland               | Jaroslav Radil Karel Třešňák Petr Sodomka Tjeckoslovakien      |
| Jonquière 1979         | Jon Lugbill David Hearn Bob Robison USA                           | Jürgen Schnitzerling Walter Horn Udo Werner Västtyskland         | Milan Gába Karel Třešňák Karel Ťoupalík Tjeckoslovakien        |
| Bala 1981              | Jon Lugbill David Hearn Ron Lugbill USA                           | Hervé Madore Jean Sennelier Jean Salamé Frankrike                | Gerald Moos Fredi Zimmermann Jürgen Schnitzerling Västtyskland |
| Meran 1983             | Jon Lugbill David Hearn Kent Ford USA                             | Juraj Ontko Jozef Hajdučík Karel Ťoupalík Tjeckoslovakien        | Martyn Hedges Peter Keane Jeremy Taylor Storbritannien         |
| Augsburg 1985          | David Hearn Jon Lugbill Kent Ford USA                             | Gerald Moos Andreas Kübler Ulrich Weber Västtyskland             | Edward Florian Piotr Sarata Adam Pietrasik Polen               |
| Bourg St.-Maurice 1987 | Jon Lugbill David Hearn Bruce Lessels USA                         | Jean Sennelier Thierry Humeau Jacky Avril Frankrike              | Juraj Ontko Jozef Hajdučík Jaroslav Slúčik Tjeckoslovakien     |
| Savage River 1989      | Jon Lugbill David Hearn Jed Prentice USA                          | Thierry Humeau Jacky Avril Thierry Lepeltier Frankrike           | Borut Javornik Jože Vidmar Boštjan Žitnik Jugoslavien          |
| Tacen 1991             | Adam Clawson Jon Lugbill Jed Prentice USA                         | Jacky Avril Hervé Delamarre Emmanuel Brugvin Frankrike           | Mark Delaney Bill Horsman Gareth Marriott Storbritannien       |
| Mezzana 1993           | Jože Vidmar Boštjan Žitnik Simon Hočevar Slovenien                | Bill Horsman Gareth Marriott Mark Delaney Storbritannien         | Francesco Stefani Luca Della Libera Renato de Monti Italien    |
| Nottingham 1995        | Vitus Husek Sören Kaufmann Martin Lang Tyskland                   | Danko Herceg Zlatko Sedlar Stjepan Perestegi Kroatien            | Michal Martikán Juraj Minčík Juraj Ontko Slovakien             |
| Três Coroas 1997       | Michal Martikán Juraj Minčík Juraj Ontko Slovakien                | Patrice Estanguet Tony Estanguet Yves Narduzzi Frankrike         | Simon Hočevar Gregor Terdič Sebastjan Linke Slovenien          |
| La Seu d'Urgell 1999   | Krzysztof Bieryt Sławomir Mordarski Mariusz Wieczorek Polen       | Stefan Pfannmöller Nico Bettge Martin Lang Tyskland              | Patrice Estanguet Emmanuel Brugvin Tony Estanguet Frankrike    |
| Bourg St.-Maurice 2002 | Přemysl Vlk Jan Mašek Stanislav Ježek Tjeckien                    | Sören Kaufmann Jan Benzien Stefan Pfannmöller Tyskland           | Jurij Korenjak Dejan Stevanovič Simon Hočevar Slovenien        |
| Augsburg 2003          | Alexander Slafkovský Juraj Minčík Michal Martikán Slovakien       | Tony Estanguet Emmanuel Brugvin Patrice Estanguet Frankrike      | Tomáš Indruch Jan Mašek Stanislav Ježek Tjeckien               |
| Penrith 2005           | Olivier Lalliet Pierre Labarelle Tony Estanguet Frankrike         | Nico Bettge Stefan Pfannmöller Jan Benzien Tyskland              | Tomáš Indruch Jan Mašek Stanislav Ježek Tjeckien               |
| Prag 2006              | Stefan Pfannmöller Nico Bettge Jan Benzien Tyskland               | Tomáš Indruch Jan Mašek Stanislav Ježek Tjeckien                 | David Florence Stuart McIntosh Daniel Goodard Storbritannien   |
| Foz do Iguaçu 2007     | Tony Estanguet Pierre Labarelle Nicolas Peschier Frankrike        | Jan Benzien Nico Bettge Lukas Hoffmann Tyskland                  | Stanislav Ježek Tomáš Indruch Jan Mašek Tjeckien               |
| La Seu d'Urgell 2009   | Alexander Slafkovský Michal Martikán Matej Beňuš Slovakien        | Nicolas Peschier Denis Gargaud Chanut Tony Estanguet Frankrike   | Jordi Domenjó Jon Ergüín Ander Elosegi Spanien                 |
| Tacen 2010             | Michal Martikán Alexander Slafkovský Matej Beňuš Slovakien        | Sideris Tasiadis Jan Benzien Franz Anton Tyskland                | Stanislav Ježek Jan Mašek Michal Jáně Tjeckien                 |
| Bratislava 2011        | Michal Martikán Alexander Slafkovský Matej Beňuš Slovakien        | Sideris Tasiadis Nico Bettge Jan Benzien Tyskland                | Stanislav Ježek Vítězslav Gebas Tomáš Indruch Tjeckien         |
| Prag 2013              | Michal Martikán Alexander Slafkovský Matej Beňuš Slovakien        | Sideris Tasiadis Jan Benzien Franz Anton Tyskland                | Denis Gargaud Chanut Jonathan Marc Nicolas Peschier Frankrike  |
| Deep Creek Lake 2014   | Michal Martikán Alexander Slafkovský Matej Beňuš Slovakien        | Michal Jáně Vítězslav Gebas Jan Mašek Tjeckien                   | Benjamin Savšek Luka Božič Anže Berčič Slovenien               |
| London 2015            | Michal Martikán Alexander Slafkovský Matej Beňuš Slovakien        | Sideris Tasiadis Nico Bettge Franz Anton Tyskland                | Benjamin Savšek Luka Božič Jure Lenarčič Slovenien             |
| Pau 2017               | Matej Beňuš Alexander Slafkovský Michal Martikán Slovakien        | Ryan Westley David Florence Adam Burgess Storbritannien          | Denis Gargaud Chanut Martin Thomas Edern Le Ruyet Frankrike    |

## C-2
| Spel                   | Guld                                                | Silver                                         | Brons                                            |
| Genève 1949            | Michel Duboille Jacques Rosseau Frankrike           | Claude Neveu Roger Paris Frankrike             | Jan Brzák-Felix Bohumil Kudrna Tjeckoslovakien   |
| Steyr 1951             | Claude Neveu Roger Paris Frankrike                  | Jacques Musson André Pean Frankrike            | Václav Havel Jiří Pecka Tjeckoslovakien          |
| Meran 1953             | Charles Dussuet Jean Engler Schweiz                 | Václav Nič Jan Šulc Tjeckoslovakien            | Pierre d'Alençon Jean-Luc Houssaye Frankrike     |
| Tacen 1955             | Claude Neveu Roger Paris Frankrike                  | Dieter Friedrich Horst Kleinert Östtyskland    | František Hrabě Jiří Kotana Tjeckoslovakien      |
| Augsburg 1957          | Dieter Friedrich Horst Kleinert Östtyskland         | Václav Havel Josef Hendrych Tjeckoslovakien    | František Hrabě Jiří Kotana Tjeckoslovakien      |
| Genève 1959            | Dieter Friedrich Horst Kleinert Östtyskland         | Václav Havel Josef Hendrych Tjeckoslovakien    | Dieter Göthe Lothar Schubert Östtyskland         |
| Hainsberg 1961         | Günther Merkel Manfred Merkel Östtyskland           | Miroslav Stach Zdeněk Valenta Tjeckoslovakien  | Dieter Friedrich Horst Kleinert Östtyskland      |
| Spittal 1963           | Günther Merkel Manfred Merkel Östtyskland           | Natan Bernot Dare Bernot Jugoslavien           | Siegfried Lück Jürgen Noak Östtyskland           |
| Spittal 1965           | Günther Merkel Manfred Merkel Östtyskland           | Jiří Dejl Zdeněk Fifka Tjeckoslovakien         | Fernand Götz Wolfgang Klingebiel Schweiz         |
| Lipno 1967             | Miroslav Stach Zdeněk Valenta Tjeckoslovakien       | Milan Horyna Václav Janoušek Tjeckoslovakien   | Ladislav Měšťan Zdeněk Měšťan Tjeckoslovakien    |
| Bourg St.-Maurice 1969 | Jean-Claude Olry Jean-Louis Olry Frankrike          | Ladislav Měšťan Zdeněk Měšťan Tjeckoslovakien  | Miroslav Stach Zdeněk Valenta Tjeckoslovakien    |
| Meran 1971             | Klaus Trummer Jürgen Kretschmer Östtyskland         | Rolf-Dieter Amend Walter Hofmann Östtyskland   | Uwe Franz Ulrich Opelt Östtyskland               |
| Muotathal 1973         | Jiří Krejza Jaroslav Pollert Tjeckoslovakien        | Klaus Trummer Jürgen Kretschmer Östtyskland    | Wilhelm Baues Hans-Otto Schumacher Västtyskland  |
| Skopje 1975            | Klaus Trummer Jürgen Kretschmer Östtyskland         | Wojciech Kudlik Jerzy Jeż Polen                | Antonín Brabec František Kadaňka Tjeckoslovakien |
| Spittal 1977           | Walter Hofmann Jürgen Kalbitz Östtyskland           | Miroslav Nedvěd Pavel Schwarc Tjeckoslovakien  | Michael Berek Frank Kretschmer Östtyskland       |
| Jonquière 1979         | Dieter Welsink Peter Czupryna Västtyskland          | Pierre Calori Jacques Calori Frankrike         | Wojciech Kudlik Jerzy Jeż Polen                  |
| Bala 1981              | Steve Garvis Mike Garvis USA                        | Dieter Welsink Peter Czupryna Västtyskland     | Paul Grabow Jefry Huey USA                       |
| Meran 1983             | Lecky Haller Fritz Haller USA                       | Pierre Calori Jacques Calori Frankrike         | Steve Garvis Mike Garvis USA                     |
| Augsburg 1985          | Thomas Klein-Impelmann Stephan Küppers Västtyskland | Pierre Calori Jacques Calori Frankrike         | Günther Wolkenaer Fredi Zimmermann Västtyskland  |
| Bourg St.-Maurice 1987 | Pierre Calori Jacques Calori Frankrike              | Lecky Haller Jamie McEwan USA                  | Milan Kučera Miroslav Hajdučík Tjeckoslovakien   |
| Savage River 1989      | Frank Hemmer Thomas Loose Västtyskland              | Jan Petříček Tomáš Petříček Tjeckoslovakien    | Emmanuel del Rey Thierry Saidi Frankrike         |
| Tacen 1991             | Frank Adisson Wilfrid Forgues Frankrike             | Jiří Rohan Miroslav Šimek Tjeckoslovakien      | Emmanuel del Rey Thierry Saidi Frankrike         |
| Mezzana 1993           | Jiří Rohan Miroslav Šimek Tjeckien                  | Eric Biau Bertrand Daille Frankrike            | Frank Adisson Wilfrid Forgues Frankrike          |
| Nottingham 1995        | Krzysztof Kołomański Michał Staniszewski Polen      | Frank Adisson Wilfrid Forgues Frankrike        | Eric Biau Bertrand Daille Frankrike              |
| Três Coroas 1997       | Frank Adisson Wilfrid Forgues Frankrike             | Michael Senft Andre Ehrenburg Tyskland         | Jiří Rohan Miroslav Šimek Tjeckien               |
| La Seu d'Urgell 1999   | Marek Jiras Tomáš Máder Tjeckien                    | Krzysztof Kołomański Michał Staniszewski Polen | Eric Biau Bertrand Daille Frankrike              |
| Bourg St.-Maurice 2002 | Pavol Hochschorner Peter Hochschorner Slovakien     | Pierre Luquet Christophe Luquet Frankrike      | Marek Jiras Tomáš Máder Tjeckien                 |
| Augsburg 2003          | Marcus Becker Stefan Henze Tyskland                 | Jaroslav Volf Ondřej Štěpánek Tjeckien         | Pavol Hochschorner Peter Hochschorner Slovakien  |
| Penrith 2005           | Christian Bahmann Michael Senft Tyskland            | Milan Kubáň Marián Olejník Slovakien           | Marcus Becker Stefan Henze Tyskland              |
| Prag 2006              | Jaroslav Volf Ondřej Štěpánek Tjeckien              | Marcus Becker Stefan Henze Tyskland            | Pavol Hochschorner Peter Hochschorner Slovakien  |
| Foz do Iguaçu 2007     | Pavol Hochschorner Peter Hochschorner Slovakien     | Pierre Luquet Christophe Luquet Frankrike      | Andrea Benetti Erik Masoero Italien              |
| La Seu d'Urgell 2009   | Pavol Hochschorner Peter Hochschorner Slovakien     | Ladislav Škantár Peter Škantár Slovakien       | Luka Božič Sašo Taljat Slovenien                 |
| Tacen 2010             | Pavol Hochschorner Peter Hochschorner Slovakien     | Denis Gargaud Chanut Fabien Lefèvre Frankrike  | David Florence Richard Hounslow Storbritannien   |
| Bratislava 2011        | Pavol Hochschorner Peter Hochschorner Slovakien     | Denis Gargaud Chanut Fabien Lefèvre Frankrike  | Ladislav Škantár Peter Škantár Slovakien         |
| Prag 2013              | David Florence Richard Hounslow Storbritannien      | Jaroslav Volf Ondřej Štěpánek Tjeckien         | Ladislav Škantár Peter Škantár Slovakien         |
| Deep Creek Lake 2014   | Luka Božič Sašo Taljat Slovenien                    | Pierre Picco Hugo Biso Frankrike               | Ladislav Škantár Peter Škantár Slovakien         |
| London 2015            | Franz Anton Jan Benzien Tyskland                    | Pierre Picco Hugo Biso Frankrike               | Gauthier Klauss Matthieu Péché Frankrike         |
| Pau 2017               | Gauthier Klauss Matthieu Péché Frankrike            | Ladislav Škantár Peter Škantár Slovakien       | Robert Behling Thomas Becker Tyskland            |

## C-2 lag
| Spel                   | Guld | Silver | Brons |
| Genève 1949            | Michel Duboille & Jacques Rosseau Claude Neveu & Roger Paris René Gavinet & Simon Gavinet Frankrike                             | Jan Brzák-Felix & Bohumil Kudrna Václav Nič & Miroslav Drastík Jan Šulc & Karel Koníček Tjeckoslovakien                  | – |
| Steyr 1951             | Pierre d'Alençon & Jean Dreux Jacques Musson & André Pean Claude Neveu & Roger Paris Frankrike                                  | Václav Nič & Jan Šulc Bohuslav Fiala & Bohumil Berdych Václav Havel & Jiří Pecka Tjeckoslovakien                         | Charles Dussuet & Deglise Melle Pierre Dufour & R. Esseiva Jean-Paul Rössinger & R. Junod Schweiz                         |
| Meran 1953             | René Gavinet & Simon Gavinet Claude Neveu & Roger Paris Pierre d'Alençon & Jean-Luc Houssaye Frankrike                          | Jean-Paul Rössinger & R. Junod Pierre Rössinger & Pierre Dufour Charles Dussuet & Jean Engler Schweiz                    | Josef Hendrych & Jiří Hradil Václav Havel & Jiří Pecka Miroslav Čihák & Jan Pecka Tjeckoslovakien                         |
| Tacen 1955             | František Hrabě & Jiří Kotana Vladimír Lánský & Josef Hendrych Rudolf Flégr & Milan Řehoř Tjeckoslovakien                       | Dieter Friedrich & Horst Kleinert Dieter Göthe & Helmut Weise Franz Brendel & Günter Grosswig Östtyskland                | Wolfram Steinwendtner & Bruno Kerbl Harry Jarosch & Eduard Haider Alfred Falkner & Richard Schauer Österrike              |
| Augsburg 1957          | Rudolf Flégr & Milan Řehoř Václav Havel & Josef Hendrych František Hrabě & Jiří Kotana Tjeckoslovakien                          | Charles Dussuet & Henri Kadrnka Jean Pessina & Robert Zürcher Jean-Paul Rössinger & Roger Tauss Schweiz                  | Franz Brendel & Günter Grosswig Dieter Friedrich & Horst Kleinert Dieter Göthe & Lothar Schubert Östtyskland              |
| Genève 1959            | Dieter Friedrich & Horst Kleinert Dieter Göthe & Lothar Schubert Manfred Glöckner & Rudolf Seifert Östtyskland                  | Miroslav Čihák & Vladimír Lánský Václav Havel & Josef Hendrych Milan Horyna & Milan Kný Tjeckoslovakien                  | Charles Dussuet & Henri Kadrnka Enz & Hiltbrand Jean Pessina & Robert Zürcher Schweiz                                     |
| Hainsberg 1961         | Gernot Bergmann & Horst Rosenhagen Dieter Friedrich & Horst Kleinert Günther Merkel & Manfred Merkel Östtyskland                | Zdeněk Baumruk & Josef Polák Josef Hendrych & Vladimír Lánský Miroslav Stach & Zdeněk Valenta Tjeckoslovakien            | Charles Dussuet & Jean-Paul Rössinger Jean Meichtry & Suchet Jean Pessina & Robert Zürcher Schweiz                        |
| Spittal 1963           | Siegfried Lück & Jürgen Noak Günther Merkel & Manfred Merkel Manfred Glöckner & Rudolf Seifert Östtyskland                      | Günter Brümmer & Hermann Roock Jürgen Hauschild & Kurt Longrich Wolf Dieter Seller & Günther Tuchel Västtyskland         | Anton Biegel & Helmut Schilhuber Klaus Gürtelbauer & Bruno Kerbl Alfred Haberzettl & Franz Tutschka Österrike             |
| Spittal 1965           | Ladislav Měšťan & Zdeněk Měšťan Emil Pollert & Jaroslav Pollert Jaroslav Brejcha & Milan Kalas Tjeckoslovakien                  | Janez Andrejašič & Jože Gerkman Milan Vidmar & Borut Justin Franc Žitnik & Leon Žitnik Jugoslavien                       | Friedrich Bohry & Walter Gehlen Hermann Roock & Norbert Schmidt Wolf Dieter Seller & Günther Tuchel Västtyskland          |
| Lipno 1967             | Ulrich Hippauf & Willi Landers Siegfried Lück & Jürgen Noak Günther Merkel & Manfred Merkel Östtyskland                         | Milan Horyna & Václav Janoušek Ladislav Měšťan & Zdeněk Měšťan Miroslav Stach & Zdeněk Valenta Tjeckoslovakien           | Gere Glück & Klaus Nenninger Manfred Heß & Wolfgang Wenzel Karl-Heinz Scheffer & Heinz-Jürgen Steinschulte Västtyskland   |
| Bourg St.-Maurice 1969 | Karl-Heinz Scheffer & Heinz-Jürgen Steinschulte Manfred Heß & Wolfgang Wenzel Hermann Roock & Norbert Schmidt Västtyskland      | Miroslav Stach & Zdeněk Valenta Ladislav Měšťan & Zdeněk Měšťan Jiří Dejl & Zdeněk Sklenář Tjeckoslovakien               | Jean-Claude Olry & Jean-Louis Olry Alain Duvivier & Dominique Duvivier Louis Devilleneuve & Pierre Devilleneuve Frankrike |
| Meran 1971             | Rolf-Dieter Amend & Walter Hofmann Klaus Trummer & Jürgen Kretschmer Uwe Franz & Ulrich Opelt Östtyskland                       | Karl-Heinz Scheffer & Heinz-Jürgen Steinschulte Manfred Heß & Wolfgang Wenzel Hans Jakob Hitz & Theo Nüsing Västtyskland | Ladislav Měšťan & Zdeněk Měšťan Antonín Brabec & František Kadaňka Milan Horyna & Václav Janoušek Tjeckoslovakien         |
| Muotathal 1973         | Olaf Fricke & Michael Reimann Karl-Heinz Scheffer & Heinz-Jürgen Steinschulte Wilhelm Baues & Hans-Otto Schumacher Västtyskland | Josef Havela & Bohumír Machát Antonín Brabec & František Kadaňka Jiří Krejza & Jaroslav Pollert Tjeckoslovakien          | Jürgen Köhler & Hubert Kraeft Peter Grabowski & Josef Raschke Klaus Trummer & Jürgen Kretschmer Östtyskland               |
| Skopje 1975            | Rolf-Dieter Amend & Walter Hofmann Herbert Fischer & Jürgen Henze Klaus Trummer & Jürgen Kretschmer Östtyskland                 | Radomír Halfar & Svetomír Kmošťák Antonín Brabec & František Kadaňka Jiří Benhák & Ladislav Benhák Tjeckoslovakien       | Zbigniew Leśniak & Maciej Rychta Jan Frączek & Ryszard Seruga Wojciech Kudlik & Jerzy Jeż Polen                           |
| Spittal 1977           | Jiří Benhák & Ladislav Benhák Radomír Halfar & Svetomír Kmošťák Miroslav Nedvěd & Pavel Schwarc Tjeckoslovakien                 | Martin Wyss & Roland Wyss Matthias Hirsch & Manfred Walter Jiří Krejza & Jan Karel Schweiz                               | Jan Frączek & Ryszard Seruga Wojciech Kudlik & Jerzy Jeż Zbigniew Leśniak & Maciej Rychta Polen                           |
| Jonquière 1979         | Wojciech Kudlik & Jerzy Jeż Jan Frączek & Ryszard Seruga Zbigniew Czaja & Jacek Kasprzycki Polen                                | Pierre Calori & Jacques Calori Richard Hernanz & Mare Labedens Jean Lamy & Robert Platt Frankrike                        | Christoph Studer & Ernst Rudin Martin Wyss & Roland Wyss Hardy Künzli & Peter Probst Schweiz                              |
| Bala 1981              | Jock Young & Alistair Munro Robert Joce & Robert Owen Eric Jamieson & Robin Williams Storbritannien                             | Wojciech Kudlik & Jerzy Jeż Marek Maslanka & Ryszard Seruga Zbigniew Czaja & Jacek Kasprzycki Polen                      | Carl Gutschick & Paul Flack Paul Grabow & Jefry Huey Steve Garvis & Mike Garvis USA                                       |
| Meran 1983             | Miroslav Hajdučík & Milan Kučera Dušan Zaťko & Ľudovít Tkáč František Slavík & Jiří Decastelo Tjeckoslovakien                   | Lecky Haller & Fritz Haller Steve Garvis & Mike Garvis Charles Harris & John Harris USA                                  | Eric Jamieson & Robin Williams Michael Smith & Andrew Smith Robert Joce & Robert Owen Storbritannien                      |
| Augsburg 1985          | Jiří Rohan & Miroslav Šimek Miroslav Hajdučík & Milan Kučera Viktor Beneš & Ondřej Mohout Tjeckoslovakien                       | Pierre Calori & Jacques Calori Emmanuel del Rey & Thierry Saidi Michel Saidi & Jérôme Daval Frankrike                    | Charles Harris & John Harris Lecky Haller & Fritz Haller Paul Grabow & Mike Garvis USA                                    |
| Bourg St.-Maurice 1987 | Pierre Calori & Jacques Calori Michel Saidi & Jérôme Daval Gilles Lelievre & Jérôme Daille Frankrike                            | Jiří Rohan & Miroslav Šimek Miroslav Hajdučík & Milan Kučera Viktor Beneš & Ondřej Mohout Tjeckoslovakien                | Frank Hemmer & Thomas Loose Günther Wolkenaer & Fredi Zimmermann Stephan Bittner & Volker Nerlich Västtyskland            |
| Savage River 1989      | Emmanuel del Rey & Thierry Saidi Michel Saidi & Jérôme Daval Gilles Lelievre & Jérôme Daille Frankrike                          | Jiří Rohan & Miroslav Šimek Jan Petříček & Tomáš Petříček Miroslav Hajdučík & Milan Kučera Tjeckoslovakien               | Frank Hemmer & Thomas Loose Frank Becker & Martin Fröhlke Stephan Bittner & Volker Nerlich Västtyskland                   |
| Tacen 1991             | Frank Adisson & Wilfrid Forgues Thierry Saidi & Emmanuel del Rey Gilles Lelievre & Jérôme Daille Frankrike                      | Jiří Rohan & Miroslav Šimek Petr Štercl & Pavel Štercl Viktor Beneš & Milan Kučera Tjeckoslovakien                       | Michael Trummer & Manfred Berro Stephan Bittner & Volker Nerlich Frank Hemmer & Thomas Loose Tyskland                     |
| Mezzana 1993           | Marek Jiras & Tomáš Máder Petr Štercl & Pavel Štercl Jiří Rohan & Miroslav Šimek Tjeckien                                       | Eric Biau & Bertrand Daille Thierry Saidi & Emmanuel del Rey Frank Adisson & Wilfrid Forgues Frankrike                   | Roman Štrba & Roman Vajs Juraj Ontko & Ladislav Čáni Viktor Beneš & Milan Kučera Slovakien                                |
| Nottingham 1995        | Jiří Rohan & Miroslav Šimek Petr Štercl & Pavel Štercl Jaroslav Pospíšil & Jaroslav Pollert Tjeckien                            | Thierry Saidi & Emmanuel del Rey Frank Adisson & Wilfrid Forgues Eric Biau & Bertrand Daille Frankrike                   | Michael Trummer & Manfred Berro Rüdiger Hübbers & Udo Raumann Andre Ehrenberg & Michael Senft Tyskland                    |
| Três Coroas 1997       | Frank Adisson & Wilfrid Forgues Thierry Saidi & Emmanuel del Rey Eric Biau & Bertrand Daille Frankrike                          | Jiří Rohan & Miroslav Šimek Petr Štercl & Pavel Štercl Marek Jiras & Tomáš Máder Tjeckien                                | Michael Trummer & Manfred Berro Andre Ehrenberg & Michael Senft Kay Simon & Robby Simon Tyskland                          |
| La Seu d'Urgell 1999   | Marek Jiras & Tomáš Máder Jaroslav Volf & Ondřej Štěpánek Jaroslav Pospíšil & Jaroslav Pollert Tjeckien                         | Roman Štrba & Roman Vajs Milan Kubáň & Marián Olejník Pavol Hochschorner & Peter Hochschorner Slovakien                  | Frank Adisson & Wilfrid Forgues Eric Biau & Bertrand Daille Philippe Quemerais & Yann Le Pennec Frankrike                 |
| Bourg St.-Maurice 2002 | Pierre Luquet & Christophe Luquet Alexandre Lauvergne & Nathanael Fouquet Philippe Quemerais & Yann Le Pennec Frankrike         | Kay Simon & Robby Simon Kai Walter & Frank Henze Andre Ehrenberg & Michael Senft Tyskland                                | Dariusz Wrzosek & Bartłomiej Kruczek Jarosław Miczek & Wojciech Sekuła Andrzej Wójs & Sławomir Mordarski Polen            |
| Augsburg 2003          | Jaroslav Volf & Ondřej Štěpánek Jaroslav Pospíšil & Jaroslav Pollert Marek Jiras & Tomáš Máder Tjeckien                         | Marcus Becker & Stefan Henze Andre Ehrenberg & Michael Senft Kay Simon & Robby Simon Tyskland                            | Andrzej Wójs & Sławomir Mordarski Jarosław Miczek & Wojciech Sekuła Marcin Pochwała & Paweł Sarna Polen                   |
| Penrith 2005           | Christian Bahmann & Michael Senft Kay Simon & Robby Simon Marcus Becker & Stefan Henze Tyskland                                 | Jaroslav Pospíšil & Jaroslav Pollert Marek Jiras & Tomáš Máder Jaroslav Volf & Ondřej Štěpánek Tjeckien                  | Remy Alonso & Victor Lamy Philippe Quemerais & Yann Le Pennec Cédric Forgit & Martin Braud Frankrike                      |
| Prag 2006              | Marek Jiras & Tomáš Máder Jaroslav Volf & Ondřej Štěpánek Jaroslav Pospíšil & Jaroslav Pollert Tjeckien                         | Marcus Becker & Stefan Henze Felix Michel & Sebastian Piersig Kay Simon & Robby Simon Tyskland                           | Pavol Hochschorner & Peter Hochschorner Milan Kubáň & Marián Olejník Ľuboš Šoška & Peter Šoška Slovakien                  |
| Foz do Iguaçu 2007     | Jaroslav Volf & Ondřej Štěpánek Marek Jiras & Tomáš Máder Jaroslav Pospíšil & David Mrůzek Tjeckien                             | Cédric Forgit & Martin Braud Pierre Luquet & Christophe Luquet Damien Troquenet & Mathieu Voyemant Frankrike             | Pavol Hochschorner & Peter Hochschorner Ladislav Škantár & Peter Škantár Tomáš Kučera & Ján Bátik Slovakien               |
| La Seu d'Urgell 2009   | Pavol Hochschorner & Peter Hochschorner Ladislav Škantár & Peter Škantár Tomáš Kučera & Ján Bátik Slovakien                     | David Schröder & Frank Henze Marcus Becker & Stefan Henze Robert Behling & Thomas Becker Tyskland                        | Timothy Baillie & Etienne Stott David Florence & Richard Hounslow Daniel Goddard & Colin Radmore Storbritannien           |
| Tacen 2010             | Denis Gargaud Chanut & Fabien Lefèvre Gauthier Klauss & Matthieu Peche Pierre Picco & Hugo Biso Frankrike                       | Jaroslav Volf & Ondřej Štěpánek Tomáš Koplík & Jakub Vrzáň Lukáš Přinda & Jan Havlíček Tjeckien                          | Kai Müller & Kevin Müller Robert Behling & Thomas Becker David Schröder & Frank Henze Tyskland                            |
| Bratislava 2011        | Gauthier Klauss & Matthieu Peche Pierre Labarelle & Nicolas Peschier Denis Gargaud Chanut & Fabien Lefèvre Frankrike            | Pavol Hochschorner & Peter Hochschorner Ladislav Škantár & Peter Škantár Tomáš Kučera & Ján Bátik Slovakien              | David Florence & Richard Hounslow Timothy Baillie & Etienne Stott Rhys Davies & Matthew Lister Storbritannien             |
| Prag 2013              | Ondřej Karlovský & Jakub Jáně Jonáš Kašpar & Marek Šindler Jaroslav Volf & Ondřej Štěpánek Tjeckien                             | Pavol Hochschorner & Peter Hochschorner Ladislav Škantár & Peter Škantár Tomáš Kučera & Ján Bátik Slovakien              | David Florence & Richard Hounslow Rhys Davies & Matthew Lister Adam Burgess & Greg Pitt Storbritannien                    |
| Deep Creek Lake 2014   | Pierre Labarelle & Nicolas Peschier Gauthier Klauss & Matthieu Peche Pierre Picco & Hugo Biso Frankrike                         | Pavol Hochschorner & Peter Hochschorner Ladislav Škantár & Peter Škantár Tomáš Kučera & Ján Bátik Slovakien              | Ondřej Karlovský & Jakub Jáně Jonáš Kašpar & Marek Šindler Tomáš Koplík & Jakub Vrzáň Tjeckien                            |
| London 2015            | Pierre Picco & Hugo Biso Gauthier Klauss & Matthieu Péché Yves Prigent & Loïc Kervella Frankrike                                | Franz Anton & Jan Benzien Robert Behling & Thomas Becker Kai Müller & Kevin Müller Tyskland                              | David Florence & Richard Hounslow Mark Proctor & Etienne Stott Adam Burgess & Greg Pitt Storbritannien                    |
| Pau 2017               | Gauthier Klauss & Matthieu Péché Nicolas Scianimanico & Hugo Cailhol Pierre Picco & Hugo Biso Frankrike                         | Robert Behling & Thomas Becker Kai Müller & Kevin Müller Franz Anton & Jan Benzien Tyskland                              | Ladislav Škantár & Peter Škantár Tomáš Kučera & Ján Bátik Pavol Hochschorner & Peter Hochschorner Slovakien               |